# Wilhelm Uhde
Wilhelm Uhde (28. října 1874, Friedeberg, Braniborsko (nyní Polsko) – 17. srpna 1947, Paříž, Francie) byl německý sběratel umění, obchodník, autor a kritik, jeden z prvních sběratelů modernistické malby a významná postava v kariéře Henri Rousseaua.

## Životopis
Uhde studoval právo v Drážďanech, ale přešel na dějiny umění, které studoval v Mnichově a Florencii, poté se v roce 1904 přestěhoval do Paříže. Svého prvního Picassa koupil v roce 1905 a byl jedním z prvních sběratelů kubistických obrazů Pabla Picassa a Georgesa Braqueho. V roce 1907 se seznámil s Robertem Delaunayem, Sonií Delaunay a Henri Rousseauem. V roce 1908 si otevřel vlastní uměleckou galerii na rue Notre-Dame-des-Champs (Paříž) kde vystavoval Georgese Braquea, Jeana Metzingera, Soniu Delaunay, André Deraina, Raoula Dufyho, Auguste Herbina, Julesa Pascina a Pablo Picassa. V roce 1910 Uhde pověřil Picassa namalováním svého portrétu a v roce 1911 napsal první monografii o Rousseauovi.
Uhde a Sonia Terk (později Delaunay) se vzali v Londýně v roce 1908, údajně to bylo manželství z rozumu, které maskovalo jeho homosexualitu. Rozvedli se v roce 1910 a Sonia se provdala za Roberta Delaunaye.
Po vypuknutí první světové války bylo mnoho německých státních příslušníků žijících ve Francii zadrženo francouzským státem. V důsledku toho byla Uhdeova sbírka (včetně děl George Braqua, Raoula Dufyho, Juana Grise, Augusta Herbina, Marie Laurencinové, Fernanda Légera, Jeana Metzingera, Pabla Picassa, Jeana Puye a Henriho Rousseaua) v roce 1914 zabavena a prodána vládou v roce 1921 v sérii aukcí pořádaných v aukční síni Hôtel Drouot.
V letech 1919–1920 spolupracoval Uhde s Helmutem Kollem a žil s ním ve francouzském Chantilly. Uhde se stal aktivním pacifistou ve Výmarském Německu. V roce 1924 se vrátil do Francie a v roce 1927 do Chantilly. Uhde jako Žid strávil druhou světovou válku v úkrytu v jižní Francii. V té době mu pomohl kritik umění a vůdce odboje Jean Cassou.

## Malíři Nejsvětějšího srdce
Uhde je také známý jako hlavní organizátor první výstavy naivního umění, která se konala v Paříži v roce 1928. Vystavovateli byli Henri Rousseau, André Bauchant, Camille Bombois, Séraphine Louis a Louis Vivin, společně známí jako malíři Nejsvětějšího srdce (Sacred Heart painters). Séraphine Louis se starala o domácnost Uhdeho, ten její talent objevil a sponzoroval ji v letech 1912 až 1930.

## Galerie

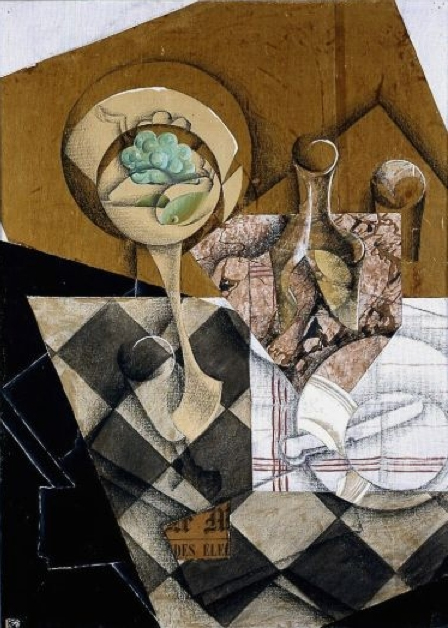
Juan Gris: Mísa s ovocem, 1914, křída a olej na plátně, 92 x 65 cm, Kröller-Müller Museum, Holandsko
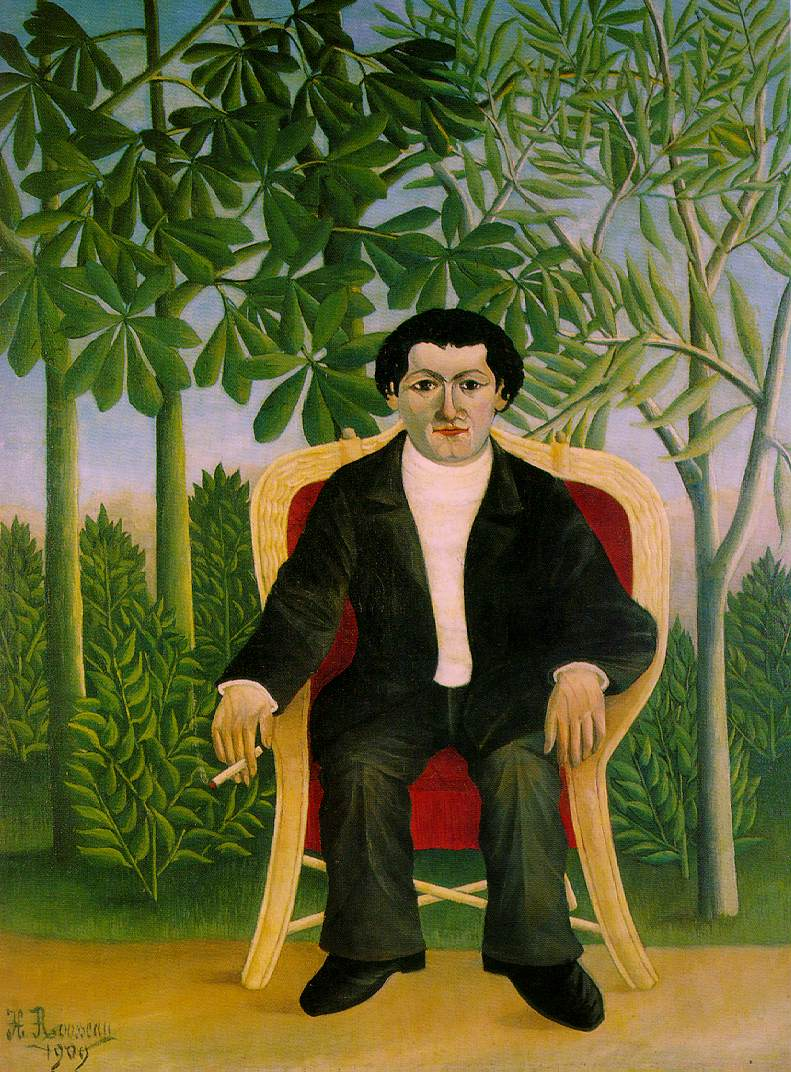
Henri Rousseau: Portrét Josepha Brummera, 1909, olej na plátně, 116 x 88,5 cm, soukr. sbírka
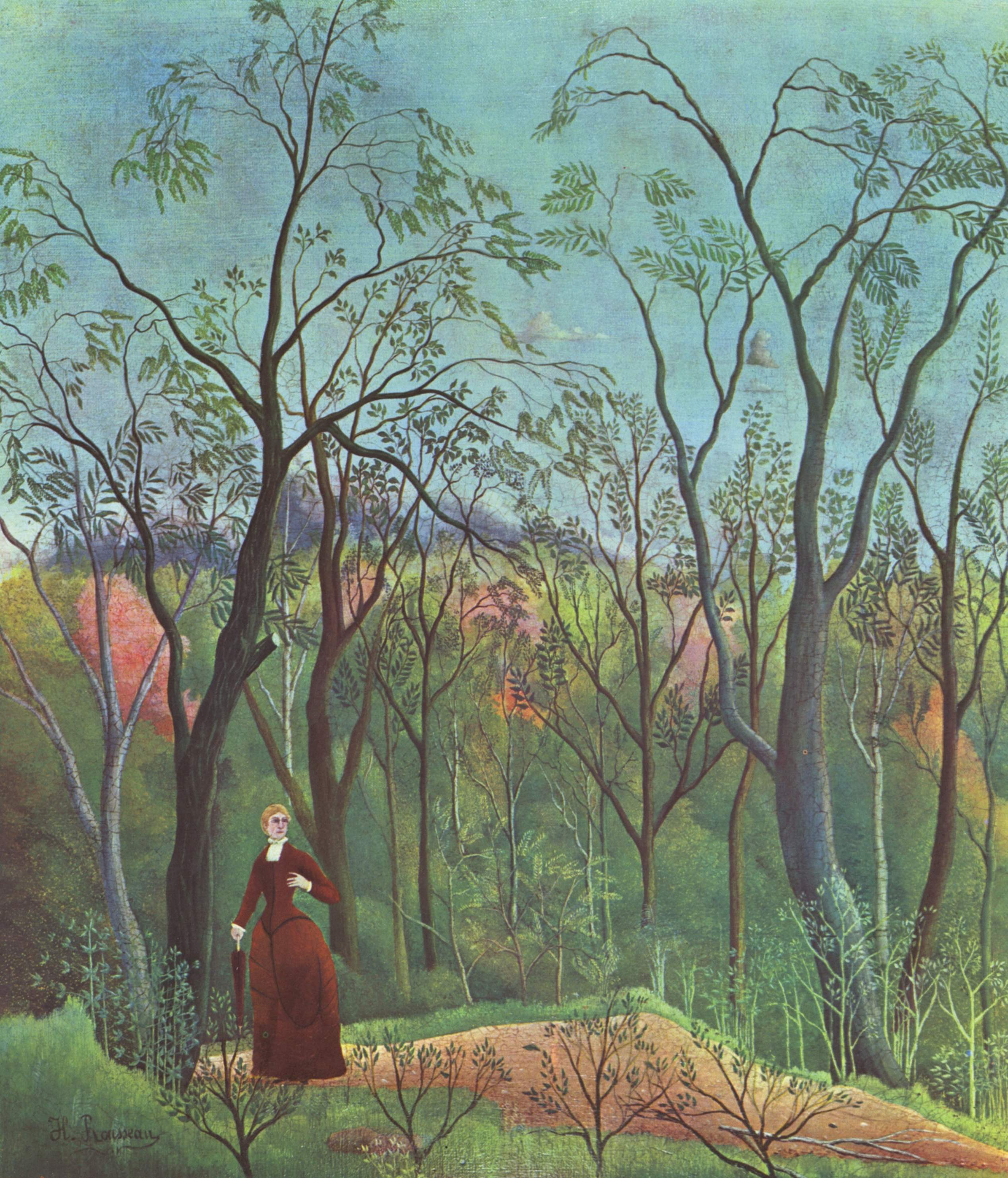
Henri Rousseau: Žena v červeném v lese, 1886, olej na plátně, 70 x 60.5 cm, Kunsthaus Zürich
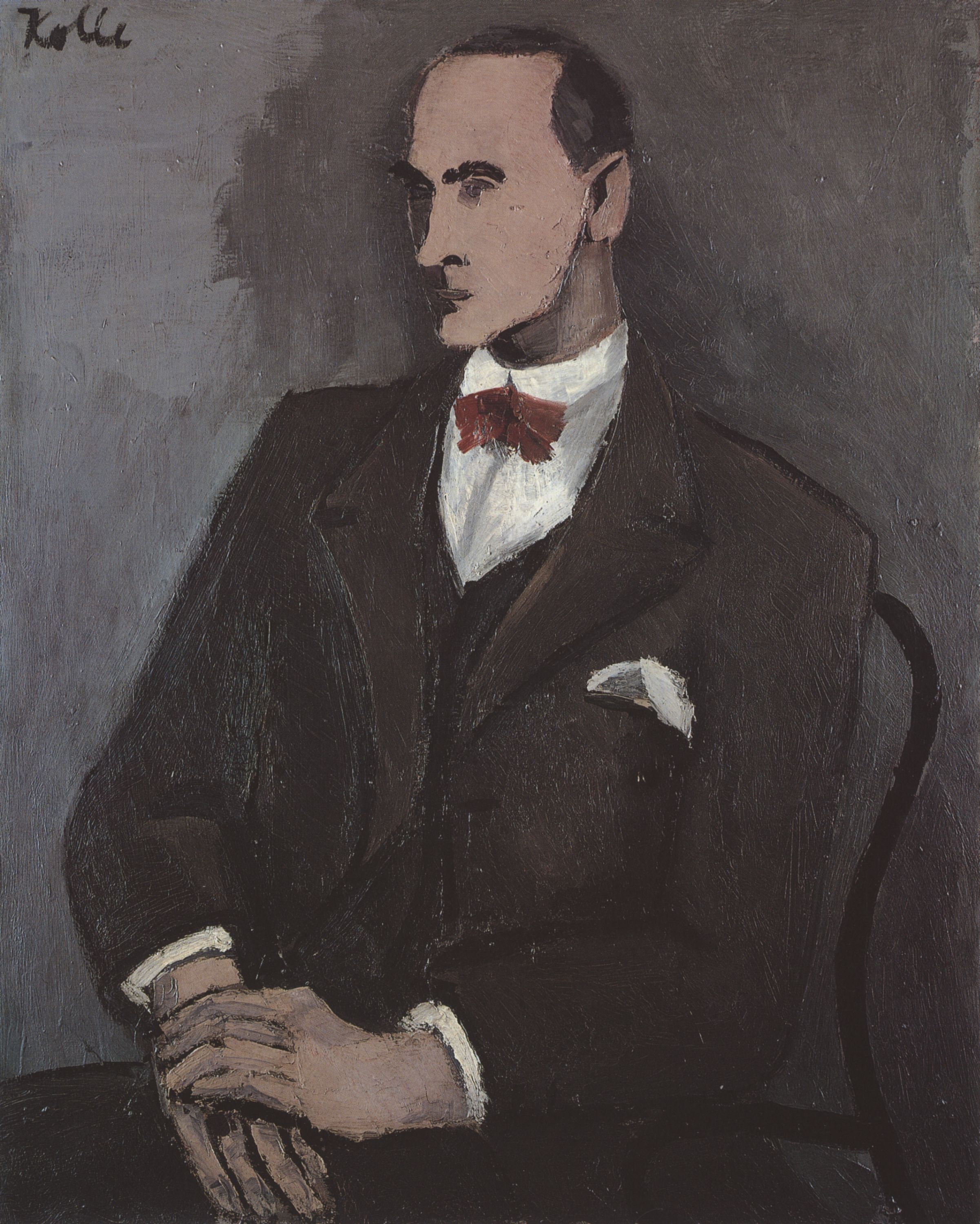
Helmut Kolle: Portrét Wilhelma Uhdeho
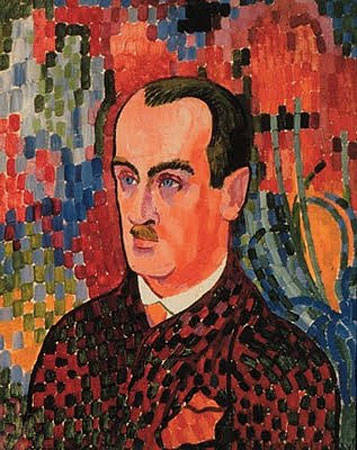
Robert Delaunay: Portrét Wilhelma Uhdeho